# Gioia quasidelicata
Gioia quasidelicata is een keversoort uit de familie bladkevers (Chrysomelidae). De wetenschappelijke naam van de soort werd in 2005 gepubliceerd door Savini & Furth.